# Kaagvere
Kaagvere – wieś w Estonii, w prowincji Tartu, w gminie Mäksa.